# Jan Hofmann (notář)
Jan Hofmann (* 28. dubna 1945, Praha) je notář v Praze, který byl prezidentem Notářské komory pro hlavní město Prahu od jejího vzniku v roce 1993 až do roku 1996.
Po absolvování střední všeobecně vzdělávací školy v Praze vystudoval v letech 1965 až 1970 právo na Právnické fakultě Univerzity Karlovy v Praze. V letech 1970 až 1973 pracoval jako státní notář, v letech 1974 až 1992 pak na českém ministerstvu spravedlnosti jako vedoucí odborný referent specialista a vedoucí notářského oddělení. Po obnovení soukromého notářství v roce 1993 se stal notářem v obvodu Obvodního soudu pro Prahu 4. V 90. letech 20. století byl členem komise pro občanské právo Legislativní rady vlády.
S manželkou JUDr. Danielou Hofmannovou (* 13. prosince 1948), která je také notářkou, má dvě dcery Danielu (* 1971) a Simonu (* 1974).